# Oh Land
Oh Land, pseudonimo di Nanna Øland Fabricius (Copenaghen, 2 maggio 1985), è una cantante e musicista danese.

## Biografia
Nata a Copenaghen, cresce fin da piccola a contatto con la musica: la madre Bodil Øland è una cantante d'opera associata al Danish Royal Theater, mentre il padre Bendt Fabricius è un organista. Inoltre è discendente del missionario Otto Fabricius. Studia danza presso la Stockholm Ballet School con l'obiettivo di diventare allieva dello Swedish Royal Ballet; purtroppo, all'età di 19 anni, nel 2004, un infortunio alla schiena ha messo fine alla sua promettente carriera di ballerina. Si dedica a questo punto alla musica e inizia a scrivere le tracce che faranno parte del suo album discografico di debutto.
Anche se non aveva mai composto musica prima, con l'album Fauna mostra la sua capacità musicale, non solo cantando, ma anche programmando ritmo, suonando il piano, la chitarra o il violino e utilizzando campioni di suoni, a partire da pentole e padelle fino ai ronzii delle mosche. Quindi programma e arrangia gli elementi degli album autonomamente, con la partecipazione di nomi internazionali come Tommaso Knak, Kasper Bjørke, Peder e Ormen.
Il disco viene pubblicato in Danimarca nel novembre 2008.

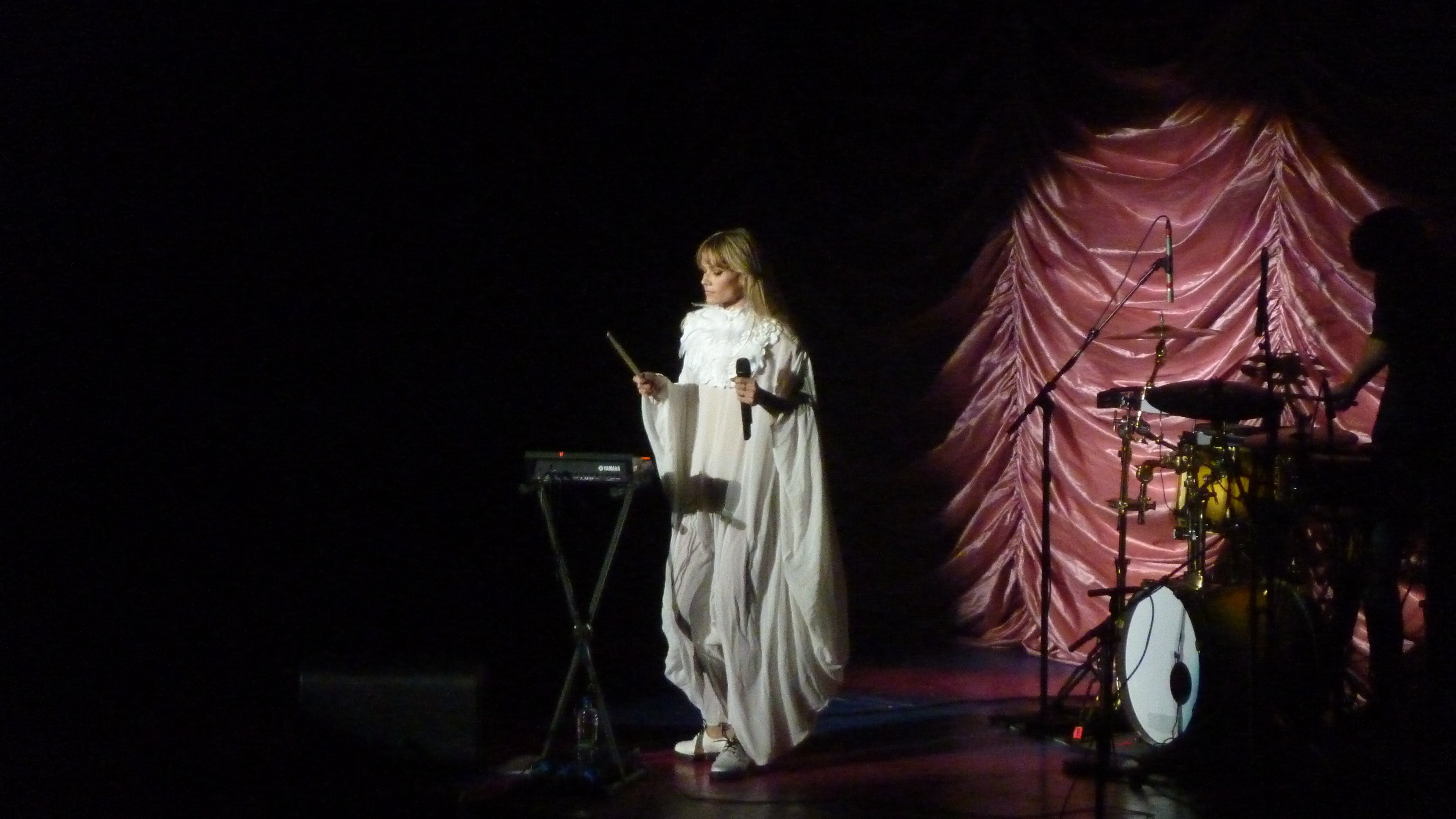
Oh Land in concerto a Dublino.

Successivamente all'album di debutto, Oh Land pubblica l'EP omonimo, Oh Land (EP), contenente quattro tracce dell'album studio successivo. Infatti Oh Land lavora su un altro album studio, con la stessa copertina e lo stesso nome dell'EP, appunto Oh Land. Per questo album si è fatta assistere dai produttori Dan Carey, Dave McCracken e Lester Mendez. L'album è stato pubblicato il 14 marzo 2011 in Danimarca e ha raggiunto la posizione numero 5 della Danish Albums Charts. Oh Land rappresenta anche il debutto dell'artista negli Stati Uniti, dove l'album stato pubblicato il 15 marzo 2011 dalla Epic Records.
Oh Land ha fatto il suo debutto televisivo americano eseguendo Sun of a Gun al Late Show di David Letterman il 2 marzo 2011. Ha anche partecipato al Jimmy Kimmel Live! il 24 marzo 2011 e al The Late Late Show con Craig Ferguson, il 25 maggio. Oh Land supporta Sia nelle date nordamericane del suo tour We Are Born nel luglio e agosto 2011. Inoltre apre alcune date dei concerti statunitensi del California Dreams Tour di Katy Perry nel mese di agosto 2011, per poi riunirsi di nuovo a ottobre e novembre nella seconda tappa del tour in Regno Unito e Irlanda.
Oh Land ha inoltre contribuito alla colonna sonora del film Abduction - Riprenditi la tua vita, con la canzone Twist.
Nel maggio 2013 viene pubblicato il singolo Renaissance Girls, primo estratto dal terzo album discografico, ossia Wish Bone, che viene pubblicato nel settembre 2013 (negli Stati Uniti il disco esce per l'etichetta di Dave Sitek Federal Prism). Il secondo singolo Pyromaniac esce due settimane prima dell'album.
Nel 2014 appare nel film western The Salvation diretto da Kristian Levring.
Nel novembre 2014 pubblica l'album Earth Sick per l'etichetta discografica indipendente Tusk or Tooth e anticipato dal singolo Head Up High.
Nel 2016 realizza l'album Askepot (Musikken fra forestllingen i Tivolis Pantomime teater), che fa da colonna sonora ad un'opera teatrale danese.
Nel 2017 realizza un'altra colonna sonora dal titolo Watermusic, che include anche una versione in danese del suo brano Love You Better del 2013, intitolata Elsker Dig Mer.
Nel maggio 2019 pubblica il suo quinto album in studio Family Tree, anticipato tra gennaio e febbraio 2019 dai singoli Human Error e Brief Moment.

## Vita privata
Dal 2010 vive negli Stati Uniti, in particolare a Brooklyn. Nel 2013 si è sposata con l'artista danese Eske Kath.

## Discografia

### Album in studio
- 2008 – Fauna
- 2011 – Oh Land
- 2013 – Wish Bone
- 2014 – Earth Sick
- 2019 – Family Tree

### EP
- 2010 – Oh Land

### Colonne sonore
- 2016 – Askepot
- 2018 – Watermusic

### Singoli
- 2008 – Audition Day
- 2009 – Heavy Eyes
- 2010 – Sun of a Gun
- 2011 – Wolf & I (solo Regno Unito)
- 2011 – Voodoo (solo Regno Unito)
- 2011 – Rainbow
- 2011 – White Nights
- 2012 – Speak Out Now
- 2013 – Renaissance Girls
- 2013 – Pyromaniac
- 2014 – Head Up High

### Collaborazioni
- 2010 – Love Lost City (Peder feat. Oh Land)
- 2011 – Life Goes On (Gym Class Heroes ft. Oh Land)
- 2012 – Tristesse (Lang Lang feat. Oh Land)
- 2013 – Last of our Kinds (Yuksek feat. Oh Land)
- 2014 – Right Here (Tricky feat. Oh Land)

## Filmografia
- The Salvation, regia di Kristian Levring (2014)